# Arquitetura monolítica

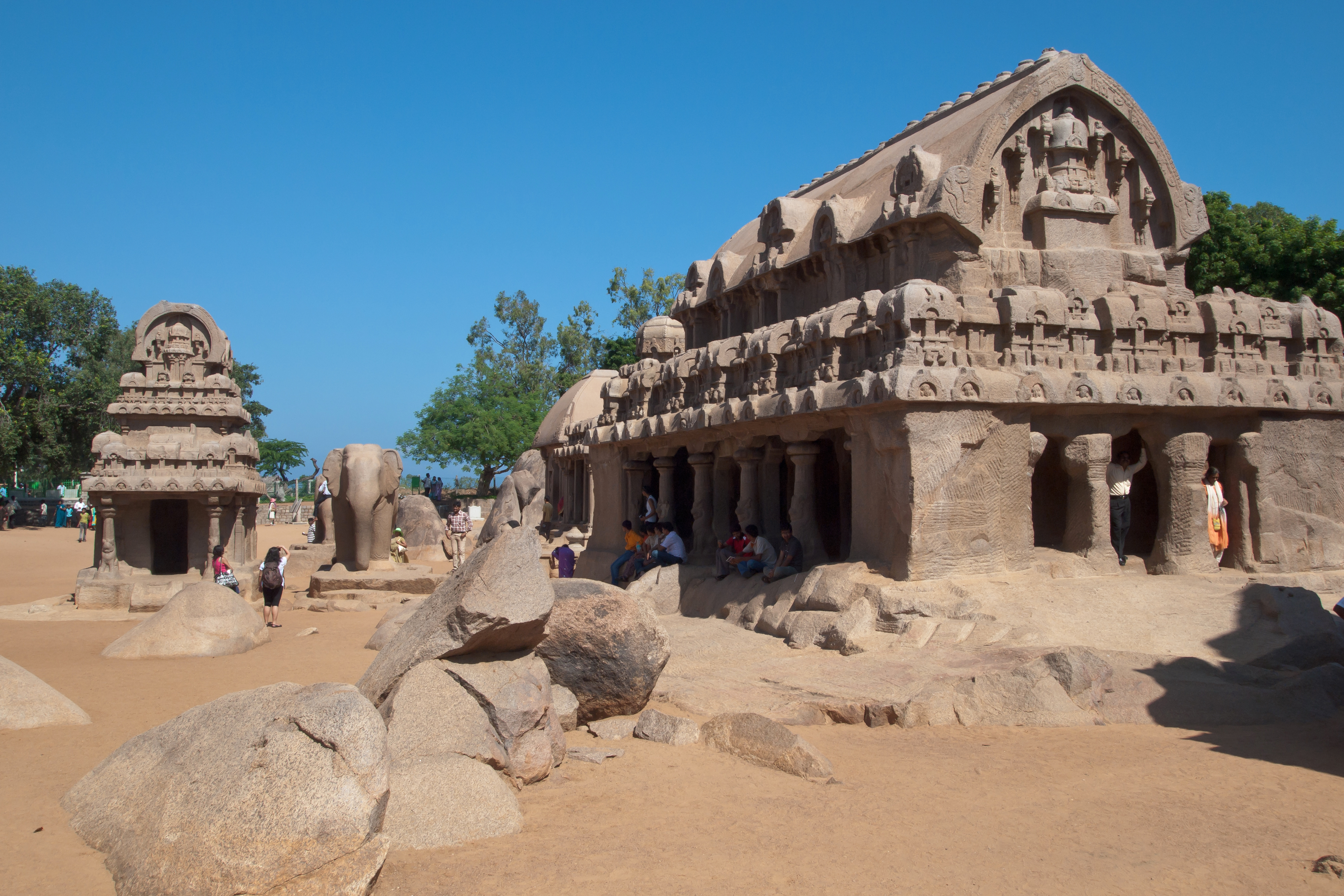
Templo monolítico escavado na rocha de Pancha Rathas, final do século VII

Arquitetura monolítica descreve edifícios que são esculpidos, fundidos ou escavados a partir de uma única peça de material, historicamente a partir da rocha. A forma mais básica de arquitetura monolítica é uma construção escavada na rocha. como as igrejas monolíticas da Etiópia construídas pela dinastia Zagwe, ou os Pancha Rathas na Índia. Normalmente são cortadas numa rocha sólida, mantendo-se presas na base. Na maioria dos casos, isso é evidente pelas rochas remanescentes ao redor, mas às vezes um edifício é cortado num afloramento, como no Templo Shore, no sul da Índia, e apenas com uma pesquisa mais detalhada revela que o edifício é monolítico.
Os termos monólito e coluna monolítica são normalmente usados para objetos feitos a partir de um único pedaço grande de rocha que sobressai do solo. Podem ter ser movidos por uma distância considerável, como aconteceu com vários obeliscos egípcios antigos, que foram transportados ao redor do mundo. Edifícios com um material estrutural que é despejado no local, mais comumente concreto, também podem ser descritos como monolíticos. Exemplos extremos são cúpulas monolíticas, onde o material é pulverizado dentro de uma forma para produzir a estrutura sólida.
Um exemplo antigo de cúpula monolítica é o do Mausoléu de Teodorico em Ravena, Itália, cujo teto é feito de uma única pedra. Abuna Yemata Guh, na região de Tigray, Etiópia, é também um exemplo de uma igreja monolítica.